# Robert Urquhart (Schauspieler)
Robert Urquhart (* 16. Oktober 1921 in Ullapool, Schottland, Vereinigtes Königreich von Großbritannien und Irland; † 21. März 1995 in Edinburgh, Schottland) war ein schottischer Schauspieler.

## Leben
Robert Urquharts Karriere als Schauspieler begann im Jahr 1947 zunächst auf der Bühne. Fünf Jahre später spielte er seine erste Filmrolle in dem Streifen You’re only young twice. Von dieser Zeit an bis weit in die 1980er Jahre wirkte er regelmäßig in britischen Fernseh- und Kinofilmen mit, zwischendurch war er immer wieder auf der Theaterbühne zu sehen. Seinen letzten Film drehte er 1994, ein Jahr vor seinem Tod.
Bekannt wurde Urquhart besonders durch seine Rollen in Fernsehserien wie Mit Schirm, Charme und Melone (1965/68, mit Patrick Macnee und Diana Rigg), Paul Temple (1971, mit Francis Matthews und Ros Drinkwater), The Pathfinders (1972) oder The Aweful Mr. Goodall (1974). Er war verheiratet mit der Schauspielerin Zena Walker, mit der er eine Tochter hatte. Die Ehe wurde jedoch geschieden.

## Filmografie (Auswahl)
- 1952: Paul Temple und der Fall Marquis (Paul Temple Returns)
- 1952: You’re Only Young Twice
- 1953: Die Ritter der Tafelrunde (Knights of the Round Table)
- 1955: Der schwarze Prinz (The Dark Avenger)
- 1957: Frankensteins Fluch (The Curse of Frankenstein)
- 1957: Yangtse-Zwischenfall (Yangtse Incident: The Story of H.M.S. Amethyst)
- 1960: Die Rakete zur flotten Puppe (The Bulldog Breed)
- 1960: Tödliches Wissen (Danger tomorrow)
- 1961: Jango, Fernsehserie
- 1963: Der Wachsblumenstrauß (Murder at the Galopp)
- 1963: 55 Tage in Peking (55 Days at Peking)
- 1963: Gefährliche Stunden in Dartmore (The Break)
- 1965: Simon Templar (The Saint), Fernsehfolge
- 1965, 1966: Geheimauftrag für John Drake (Danger Man, Fernsehserie, 3 Folgen)
- 1965/1968: Mit Schirm, Charme und Melone (The Avengers), 2 Fernsehfolgen
- 1967: Der Mann mit dem Koffer (Man in a Suitcase), 2 Fernsehfolgen
- 1969: Krieg im Spiegel (The Looking Glass War)
- 1969: Moskito-Bomber greifen an (Mosquito Squadron)
- 1969: Department S (Fernsehserie, 1 Folge)
- 1972: The Pathfinders, Fernsehserie
- 1972: Callan (Fernsehserie, 1 Folge)
- 1973: Helen: A woman of today, 3 Fernsehfolgen
- 1974: The Aweful Mr. Goodall, Fernsehserie
- 1976: Mein Name ist Gator (Gator)
- 1978: Die Profis (The Professionals), 1 Fernsehfolge
- 1978: The Prime of Miss Jean Brodie, Fernsehserie
- 1980: Gefrier-Schocker (Hammer House of Horror), 1 Fernsehfolge
- 1980: Billy (Barriers), Fernsehminiserie
- 1980: Yes Minister (Fernsehserie, 1 Folge)
- 1981: Wiedersehen mit Brideshead (Brideshead Revisited, Fernsehmehrteiler)
- 1981: Die Hunde des Krieges (The Dogs of War)
- 1981: The Dollar Bottom (Kurzfilm)
- 1983: The old man at the zoo, Fernsehminiserie
- 1985: Die Touristenfalle (Restless Natives)
- 1985: Wölfe jagen nie allein (Hitler’s S.S.: Portrait in Evil) (Fernsehfilm)
- 1987: Aufstand in Kenia (The Kitchen Toto)
- 1988: Die Zeugenaussage (Testimony)
- 1993: The long roads, Fernsehfilm
- 1994: Master of the Moor, Fernsehfilm
- 1994: Inspektor Wexford ermittelt (Ruth Rendell Mysteries, Fernsehserie, 3 Folgen)